# Максим Каммерер

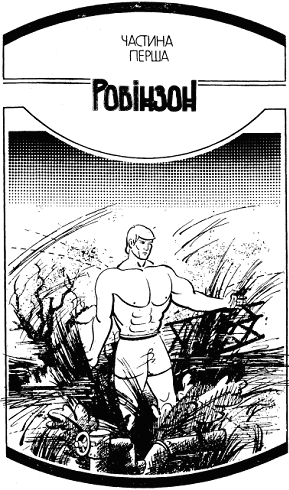
Максим Каммерер на початку подій «Населеного острова»

Максим Каммерер — герой низки романів братів Стругацьких: «Населений острів», «Жук у мурашнику», «Хвилі гасять вітер», через очі якого автори ведуть розповідь про події та явища, що їх хвилюють.
У першому з цих романів, «Населений острів» Максим, молодий зорельотчик, член Групи вільного пошуку, випадково потрапляє на планету Саракш, де йде війна між тоталітарними режимами. Там він знайомиться з Рудольфом Сікорські й фактично стає одним із перших прогресорів. У другому романі, «Жук у мурашнику», Максим Каммерер — співробітник КОМКОНу-2 (Комісія контактів) — організації, яка намагається боротися з можливим прогресорством чужопланетної цивілізації на Землі. У третому романі, «Хвилі гасять вітер» Каммерер бере участь у виявленні організації люденів, осіб із пробудженою третьою сигнальною системою, новим етапом у розвитку людства.
Каммерер згадується також в повістях «Малюк» та «Хлопець із пекла».

## Біографія
Історія життя Максима Каммерера висвітлена авторами не дуже детально, лише в загальних рисах. Він оповідач, радше ніж головний персонаж. Відомо, що він народився в 2137, його батьками були фізики. В двадцятирічному віці Максим вступив у Групу вільного пошуку та в ході аварії свого космічного корабля потрапив на Саракш. Там він відкрив діяльність землян, а потім працював у КОМКОНі-2. Відкрив на Саракші расу голованів, схожих на собак. Працюючи прогресором на Саракші під оперативним кодом «Білий Ферзь», став першим землянином, який зумів проникнути в Островну імперію, за що отримав прізвисько «Біг-Баг».
У 90-х роках 22 століття працював начальником відділу надзвичайних подій в секторі Урал-Північ КОМКОНу, вів розслідування справи під назвою «Візит старої дами», що завершилася у 2199 «Великим одкровенням» — оприлюдненням інформації про існування нового виду людини, що перевершує звичайних Homo Sapiens — люденів. Одним із його співробітників був майбутній люден Тойво Глумов. Останній раз читач зустрічається з Каммерером у 2226-му, коли він на прохання матері Тойво, Майї Глумової, описує події кінця 22 століття.

### "Населений острів"
Космічний корабель Максима Каммерера у результаті аварії був змушений сісти на планеті Саракш. Як з'ясовується, ця планета, де мешкають люди, пережила ядерну війну. В результаті значна частина планети перетворилась на радіоактивні джунглі або пустелі, а на придатних до життя територіях діють тоталітарні режими. Проти одного з такого режимів, Країни Вогненосних Творців, який за допомогою спеціального випромінювання впливає на мислення людей та переслідує тих, що не піддаються його впливу, Максим здійснював боротьбу.
В підсумку йому вдалося вимкнути систему випромінювачів. Однак існування тоталітарних режимів виявилось результатом діяльності землян, зокрема Рудольфа Сікорського, задля відновлення планети. Зрештою Максим приєднався до Сікорського на умові, що випромінювання не буде більше використовуватися.

## Різне
Початково Стругацькі назвали Максима Ростиславським, але, щоб задовольнити цензуру, змінили прізвище на більш німецьке, зм'якшуючи антирадянське спрямування «Населеного острова», в якому читач міг побачити паралелі між ситуацією на Саракші та на Землі.
В екранізаціях «Населеного острова» Каммерера грає актор Василь Степанов.